# Dampierre-en-Bray
Dampierre-en-Bray is een gemeente in het Franse departement Seine-Maritime (regio Normandië) en telt 367 inwoners (1999). De plaats maakt deel uit van het arrondissement Dieppe.

## Geografie
De oppervlakte van Dampierre-en-Bray bedraagt 12,9 km², de bevolkingsdichtheid is 28,4 inwoners per km².
De onderstaande kaart toont de ligging van Dampierre-en-Bray met de belangrijkste infrastructuur en aangrenzende gemeenten.

## Demografie
Onderstaande figuur toont het verloop van het inwonertal (bron: INSEE-tellingen).

1. ↑  Populations de référence 2022.